# Charlotte Roimarmier
Charlotte Roimarmier, née Marie Roimarmier le 26 octobre 1878 à Limoges et morte le 1er octobre 1959 à La Flèche, est une peintre impressionniste française.

## Technique picturale

### Portraits
Influencée par Quentin de La Tour qui mettait en avant dans ses œuvres la psychologie de ses sujets, Charlotte Roimarmier délaisse la peinture pour le pastel dans ses portraits. Elle épure ses études de toutes décorations et fioritures dans le but de se concentrer sur l’analyse fine des personnalités et de transcrire au mieux la vérité des physionomies. Son ambition est de rendre sensible la vie intérieure des modèles et leur caractère profond.

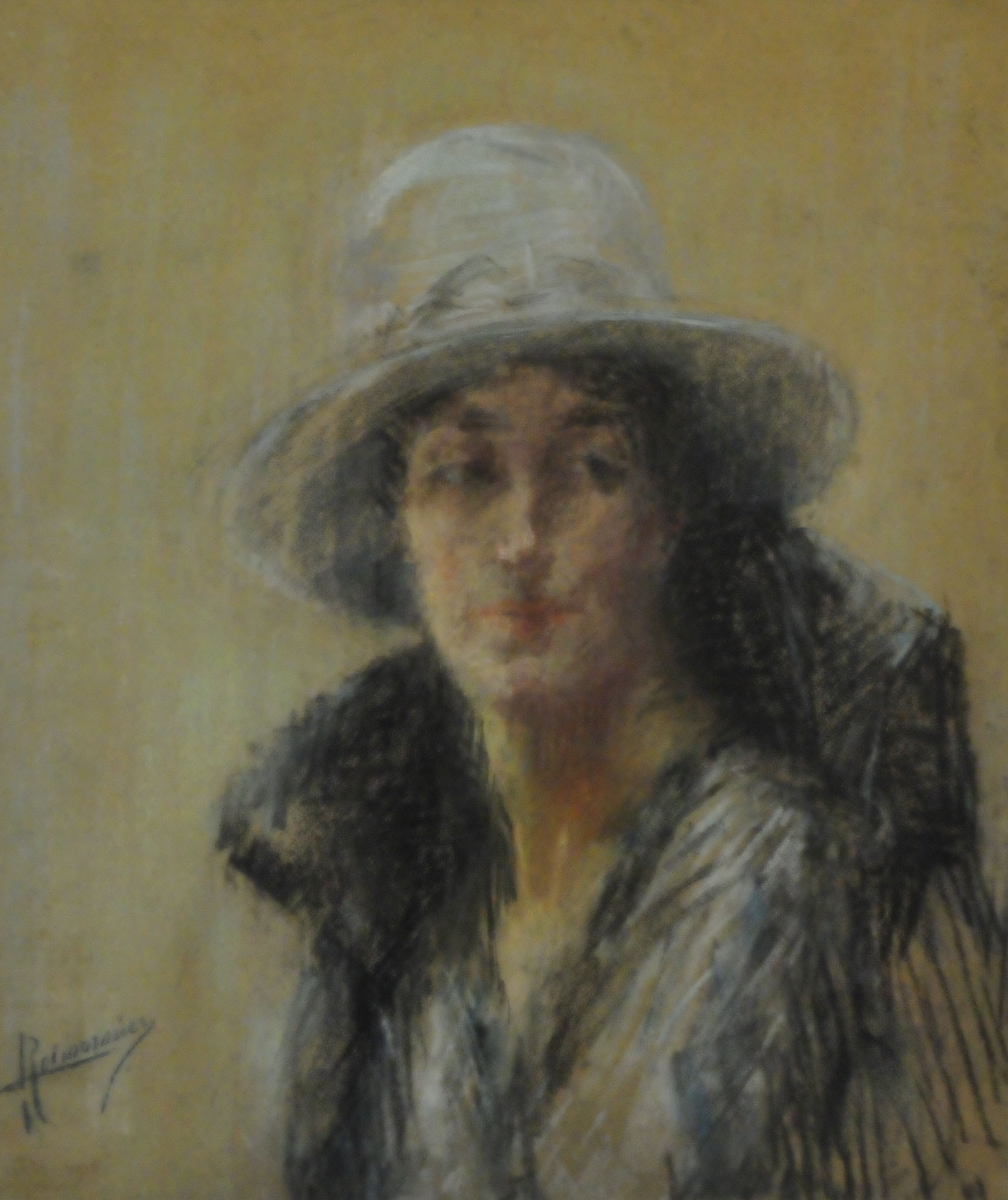
Marie Roimarmier.
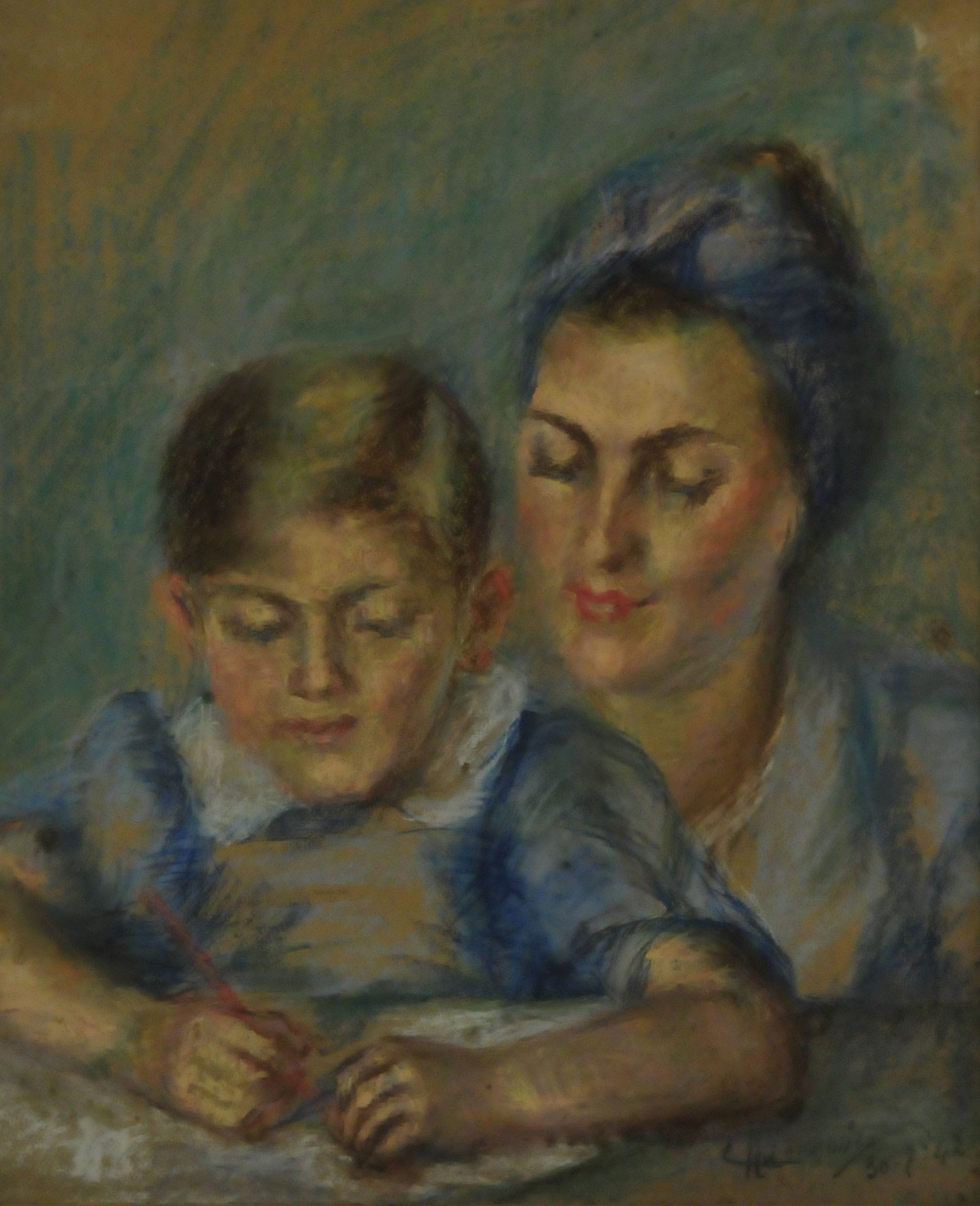
Marguerite Le Fort Roimarmier et son fils Jean-Jacques.
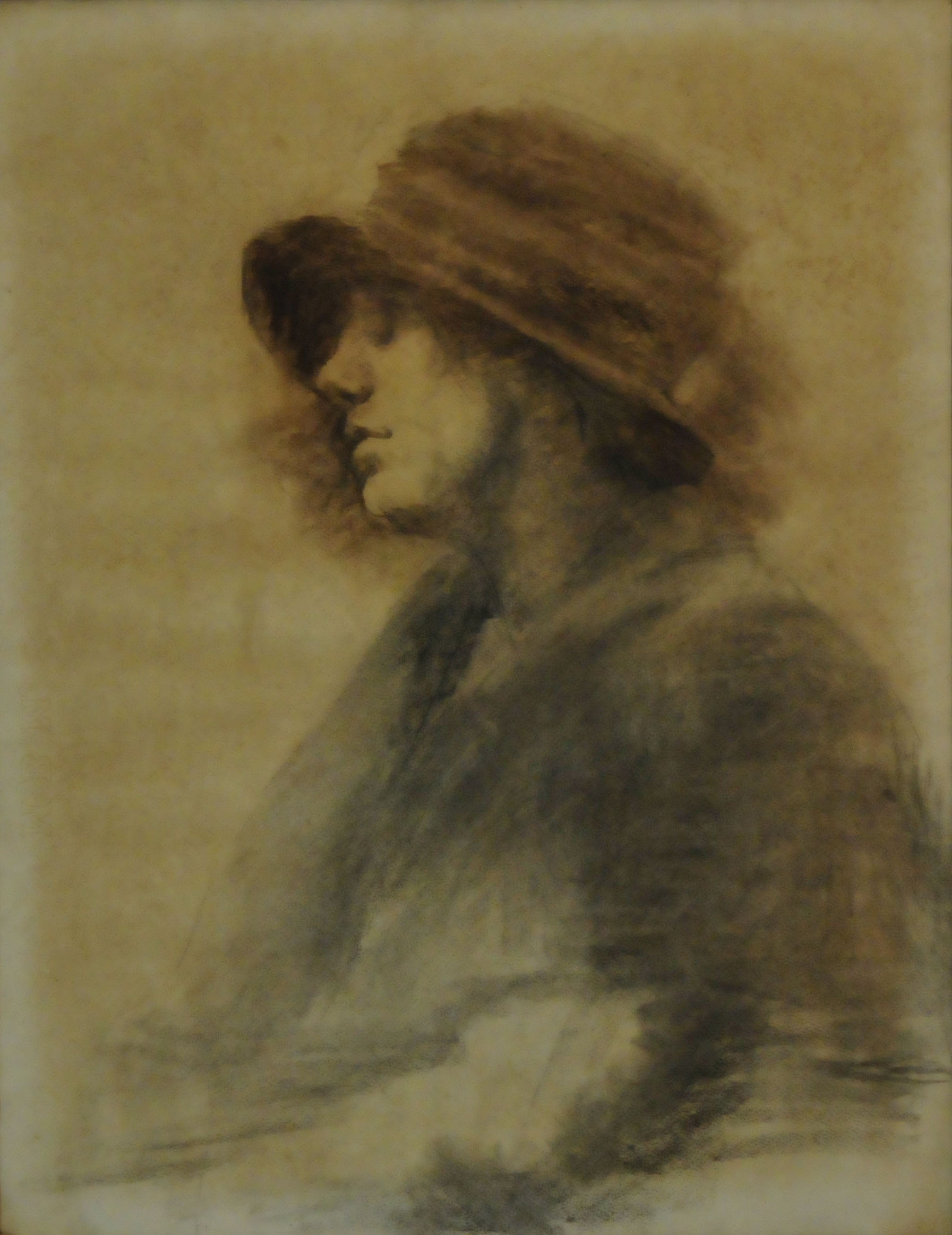
Dame au chapeau.
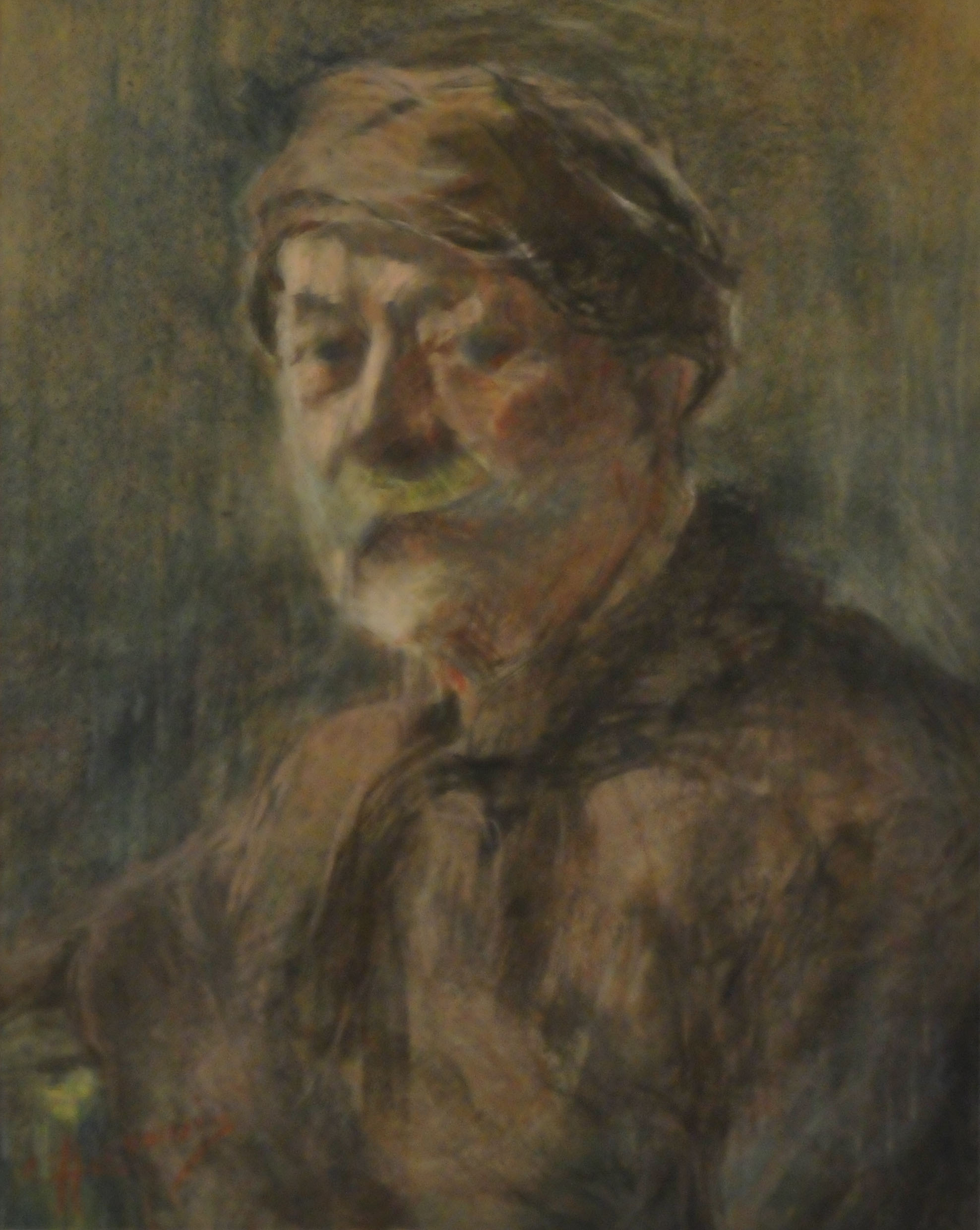
Portrait au pastel intitulé Juge fléchois.

### Natures mortes et fleurs
Influencée par l’impressionnisme grâce aux conseils de Charles Léandre, de Louis-Marie Désiré-Lucas et d’Edmond Aman-Jean, Charlotte Roimarmier affirme rapidement sa personnalité et son indépendance par le biais de peinture à l’huile lumineuses. L’emploi des blancs nacrés, des jaunes et des rouges dans ses peintures donnent une impression réaliste et poétique aux dahlias, aux pivoines, aux roses et aux iris de ses peintures.

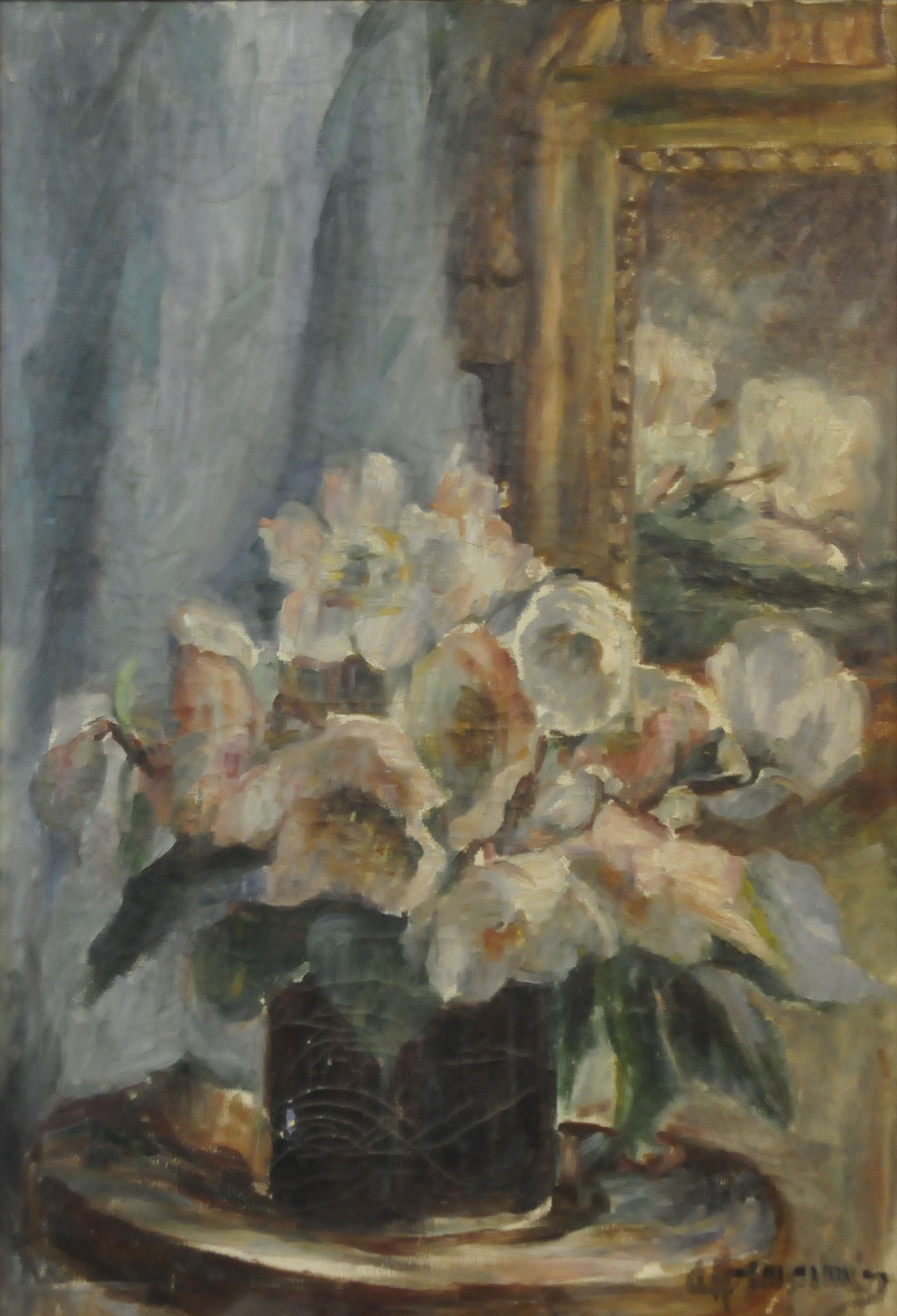
Roses de noël et miroir à trois faces.
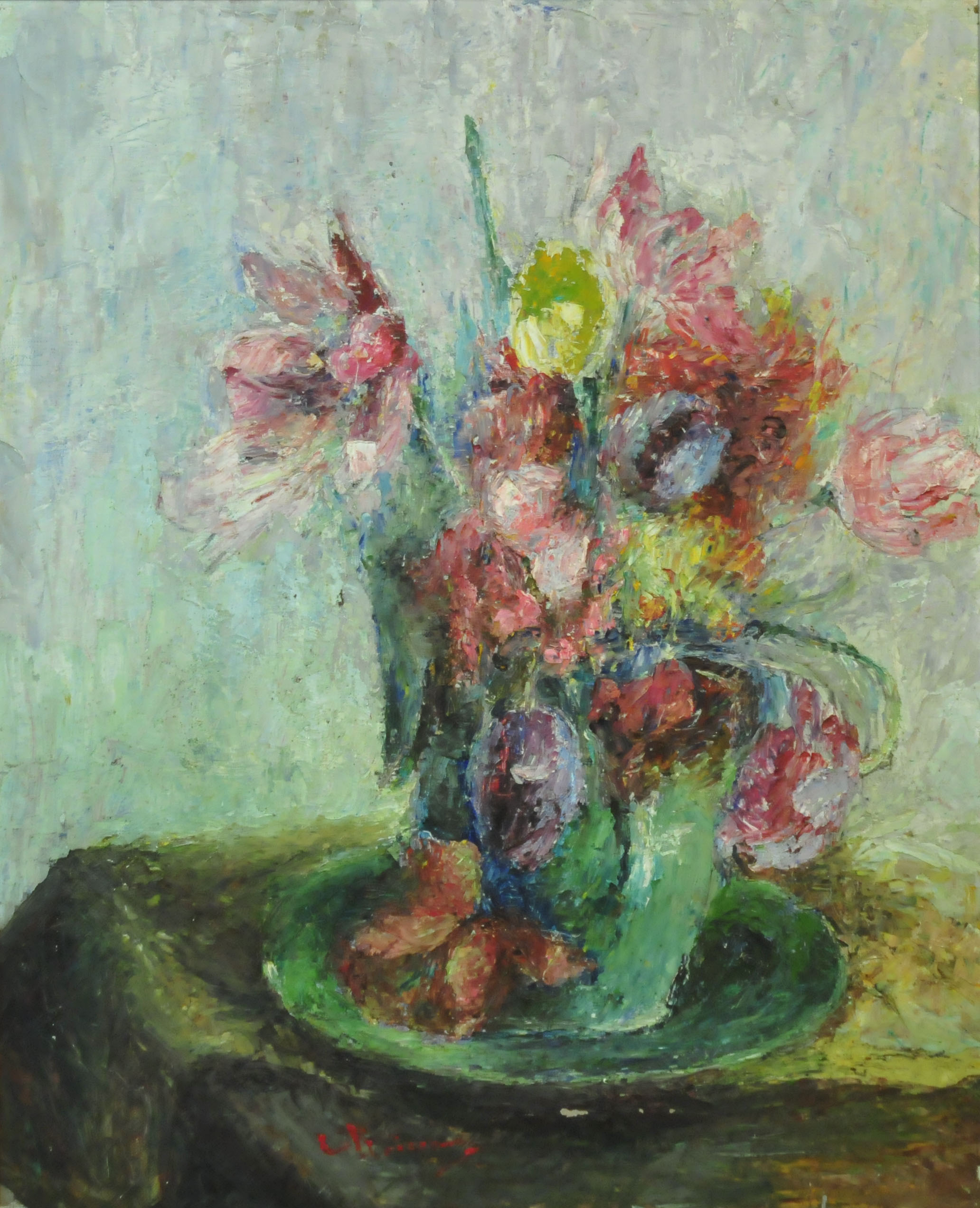
Bouquet.
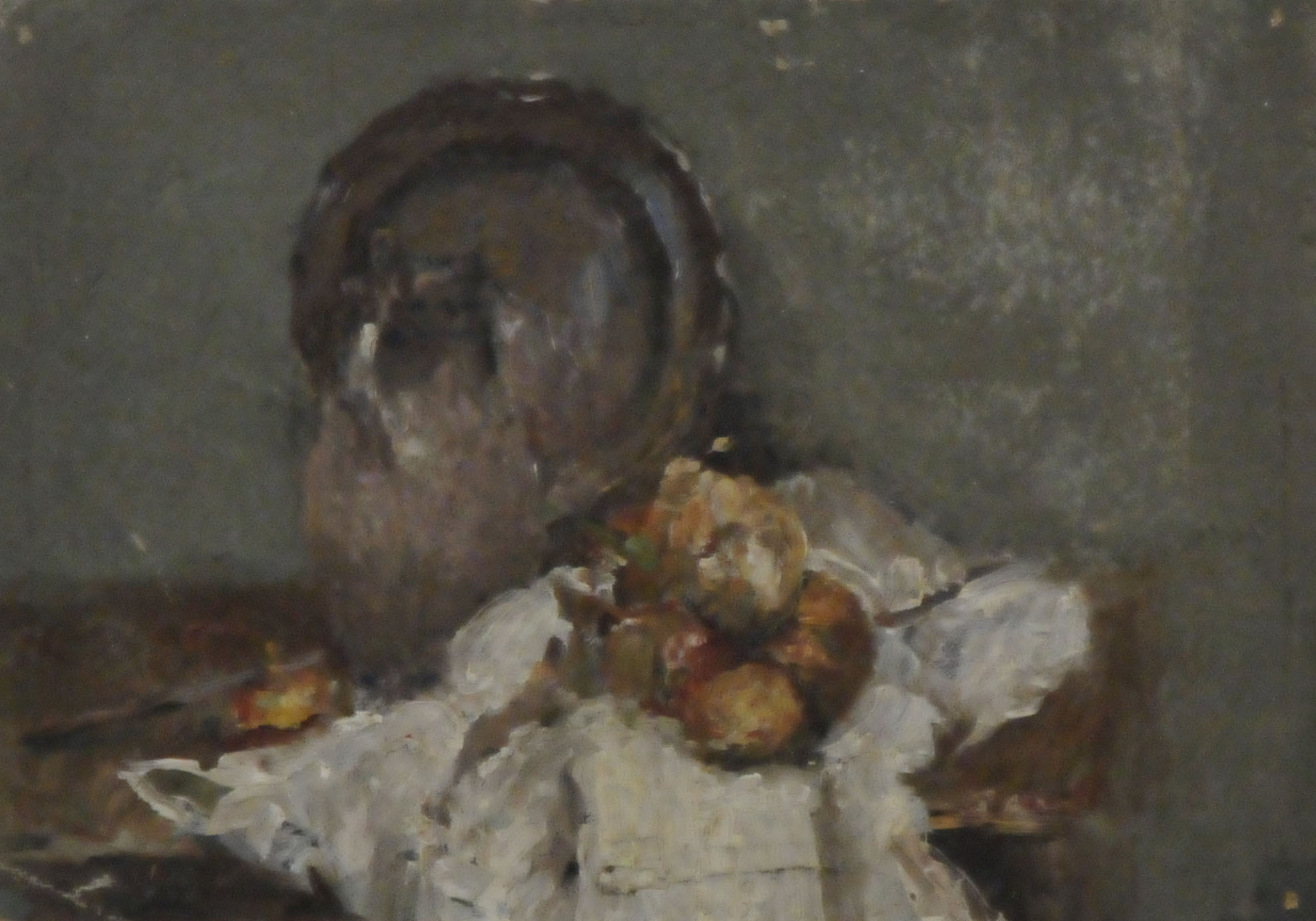
Peinture à l'huile intitulée Nature morte à l'assiette et aux oignons.
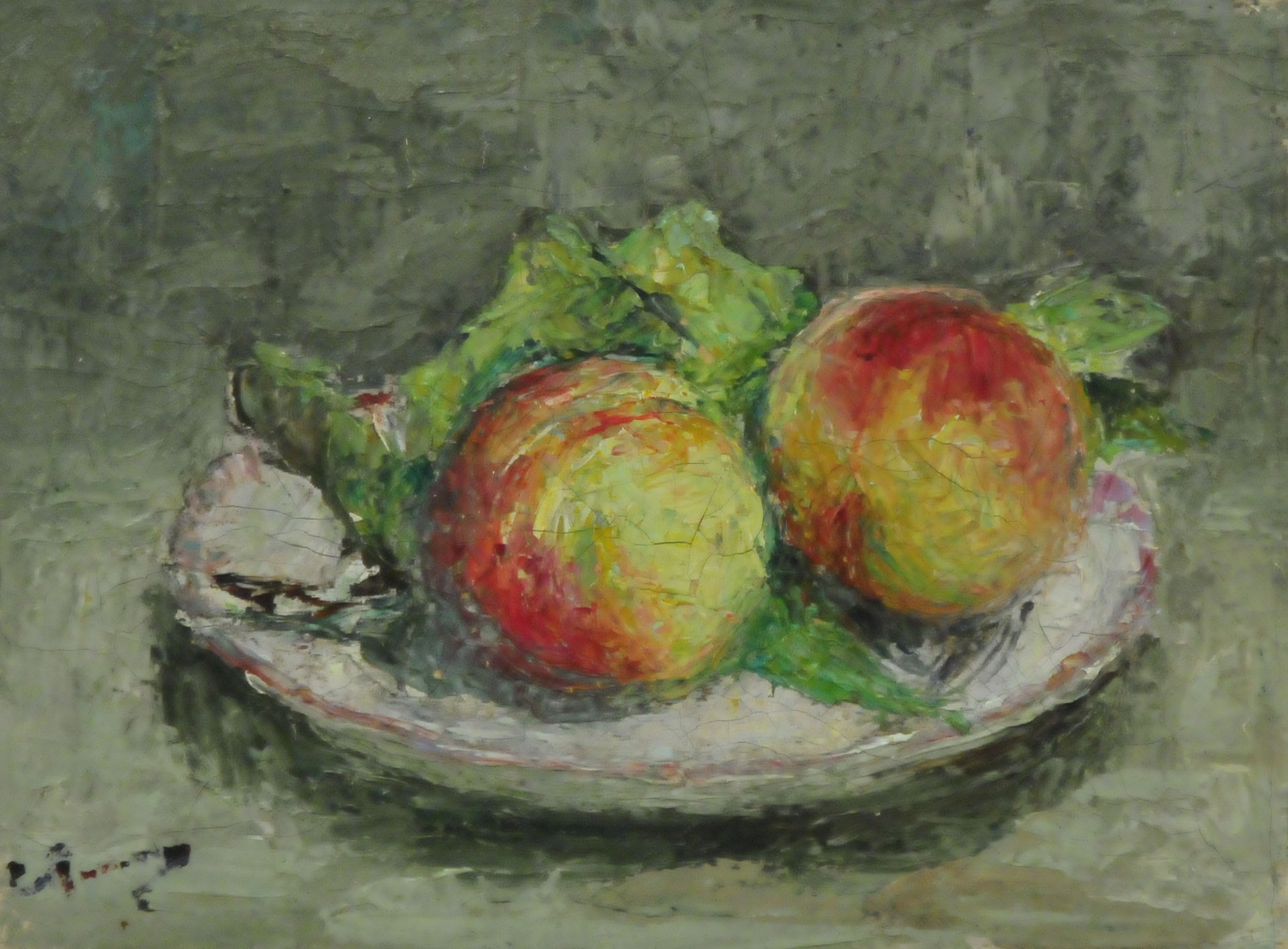
Nature morte aux pêches.

### Paysages
Charlotte Roimarmier est également une peintre de paysage. Sa technique picturale dénote netteté et vigueur d’expression : le trait est large et jeté sans hésitation. La pâte est soutenue et chaude rendant le coloris d’une grande justesse[non neutre]. Son œuvre se concentre majoritairement sur le terroir de La Flèche et du Val de Loir qu’elle affectionne. Elle a également été influencée et inspirée par ses étés passés sur la côte d’Albâtre.

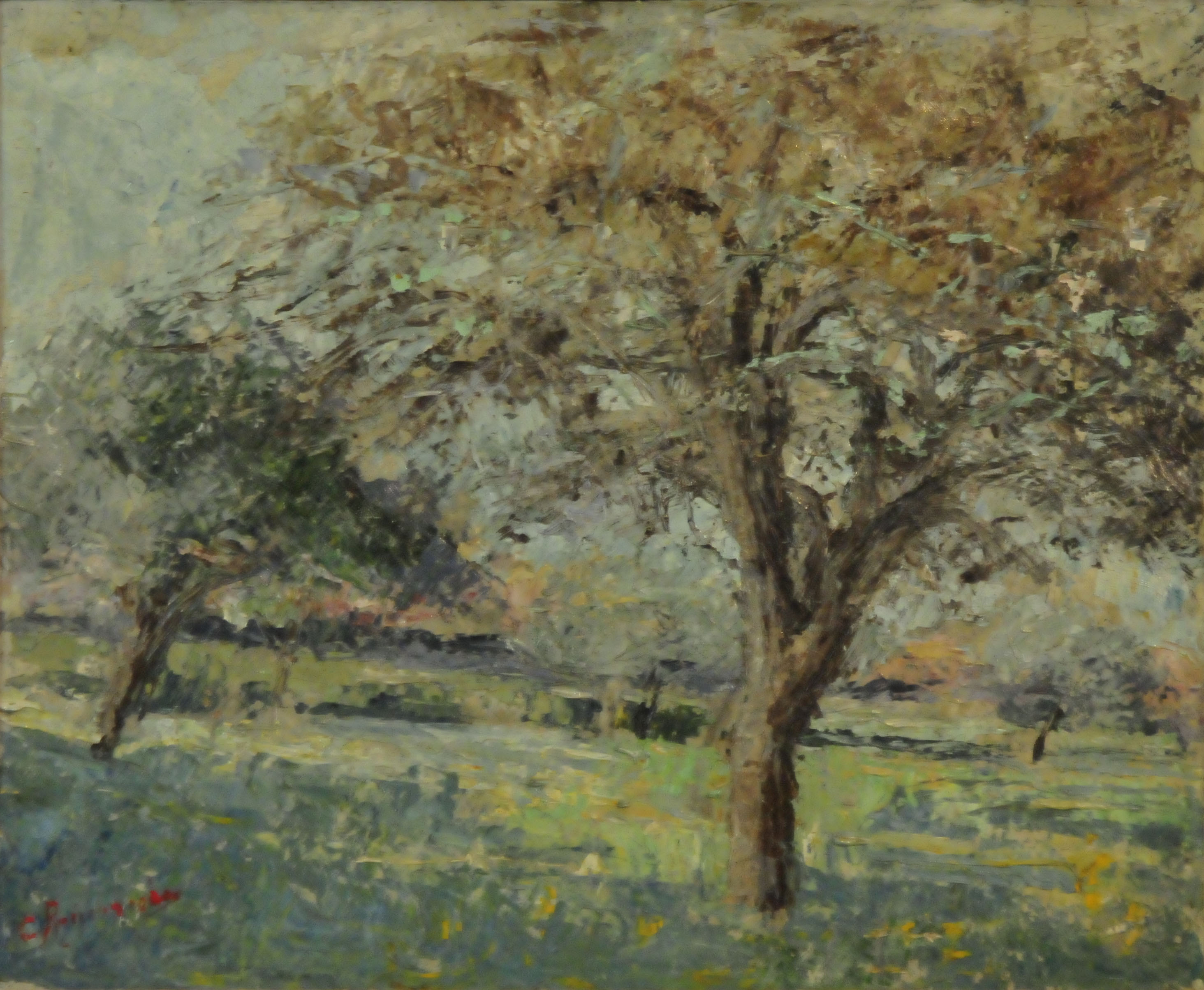
Prairie aux pommiers
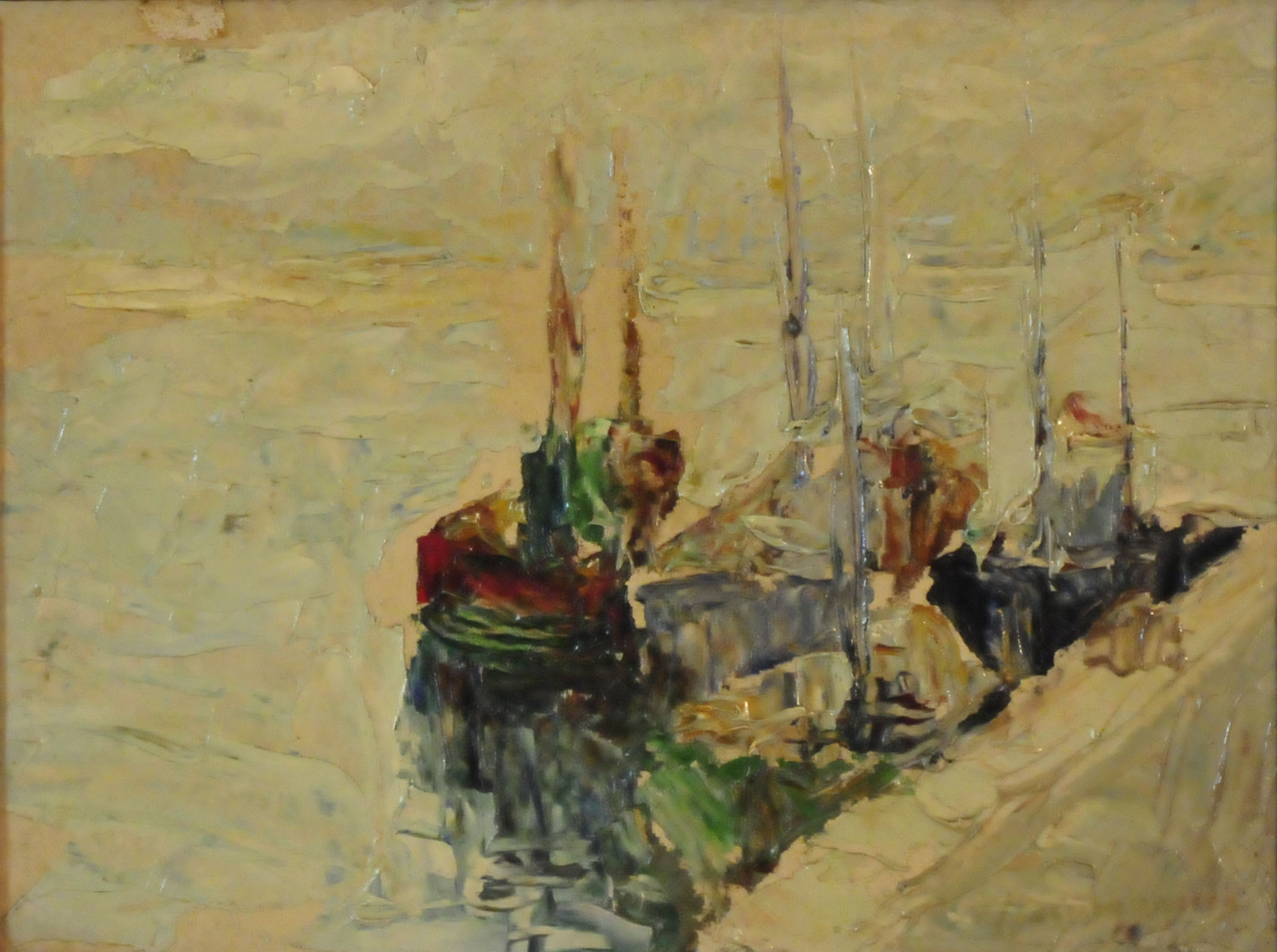
Port normand
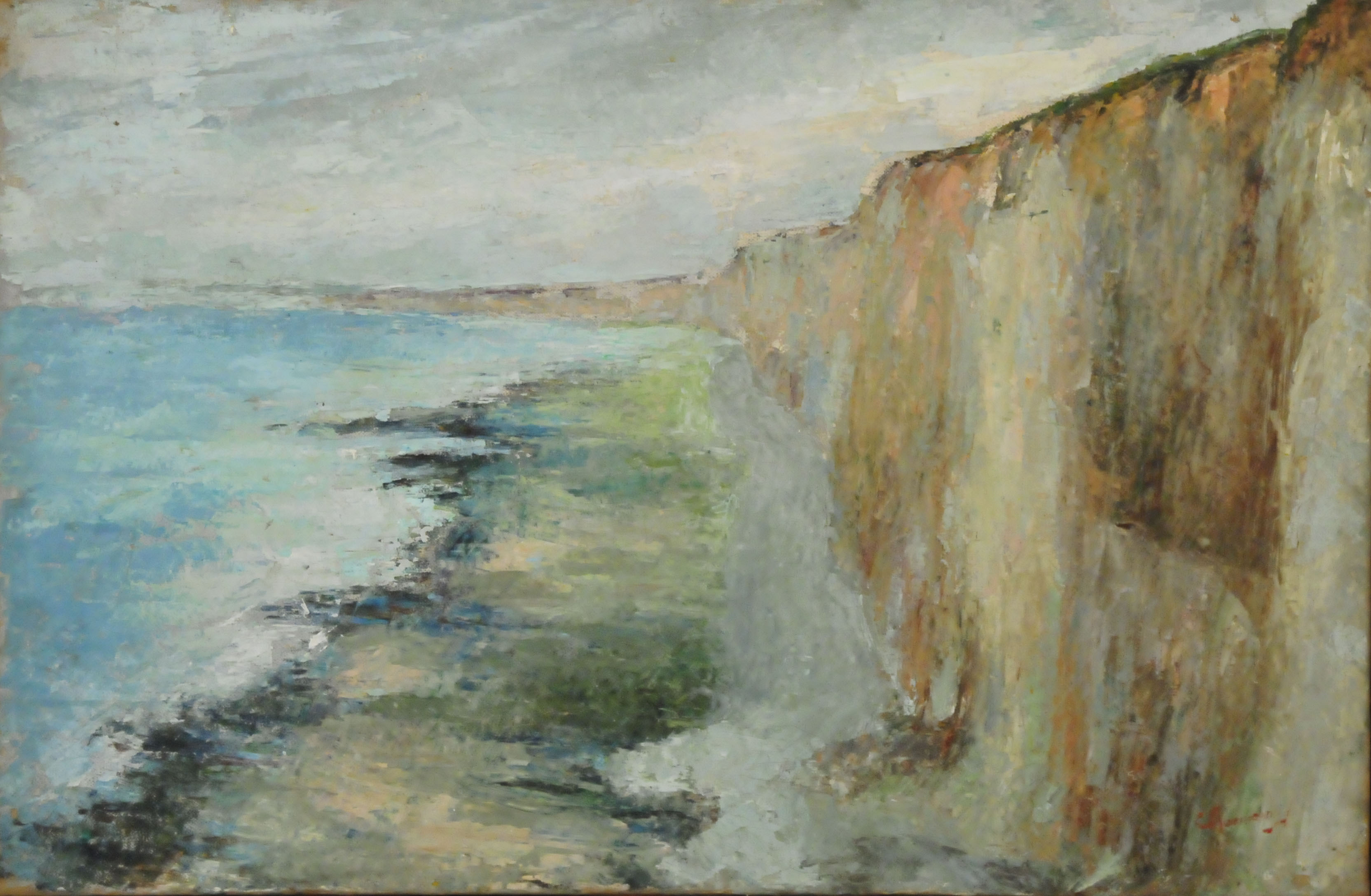
Falaises de Saint-Valéry-en-Caux
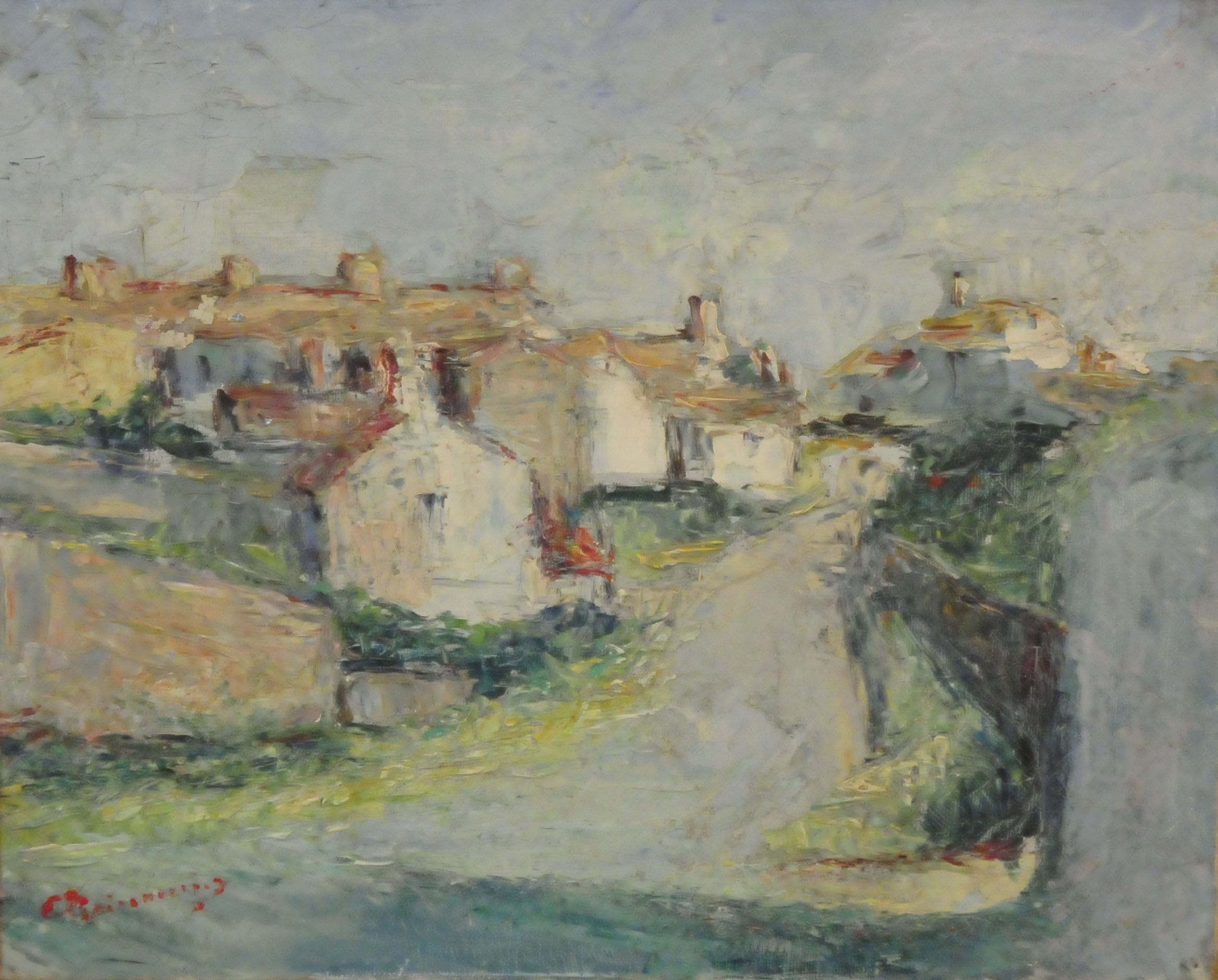
Tournant de route
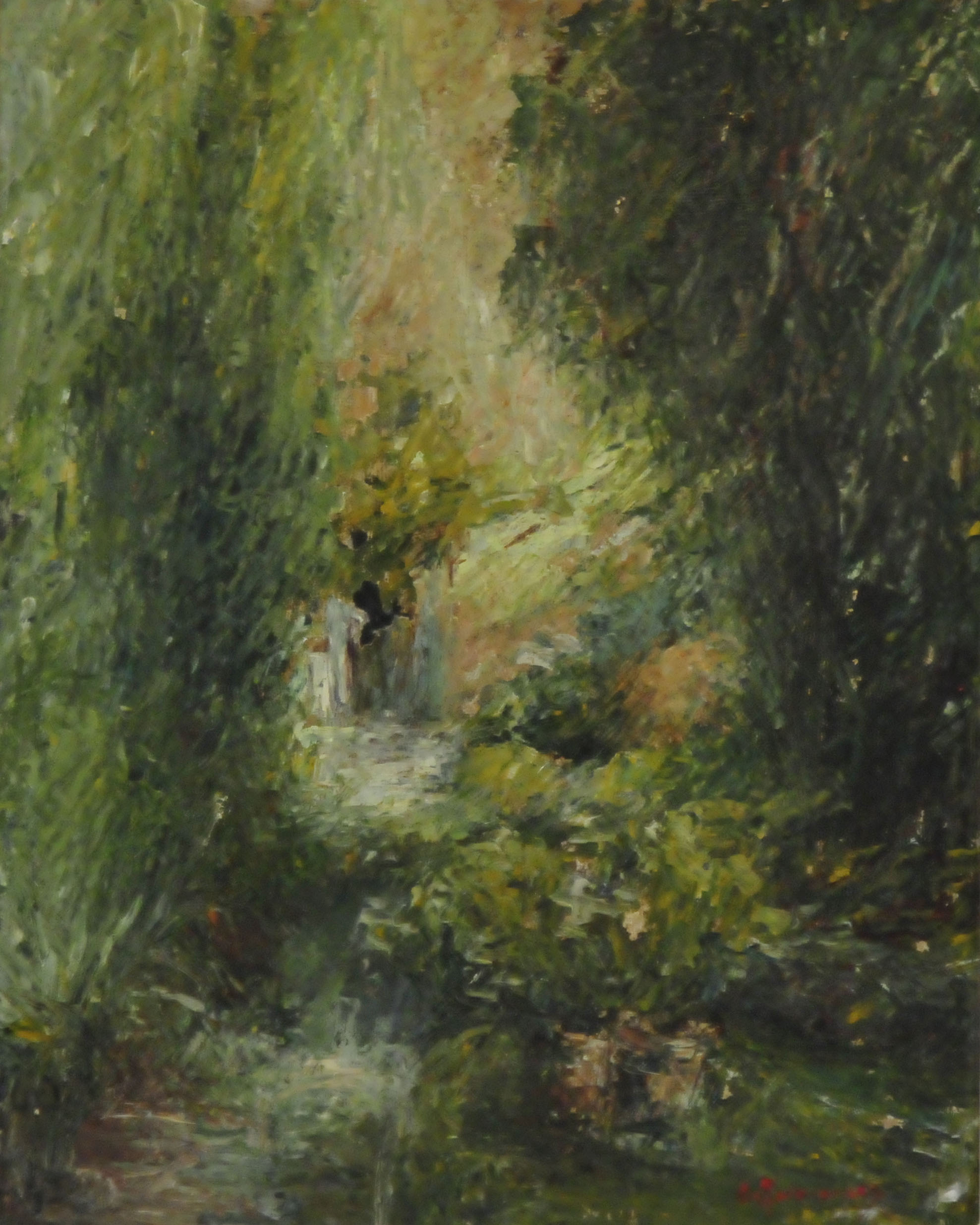
Entrée de ferme